# Helligsø-Gettrup Sogn
Helligsø-Gettrup Sogn er et sogn i Sydthy Provsti (Aalborg Stift). Sognet ligger i Thisted Kommune;

Sognet blev oprettet den 29. november 2020 ved en sammenlægning af Helligsø Sogn og Gettrup Sogn.
- Helligsø kirke
- Gettrup Kirke